# 繫留訓練艦

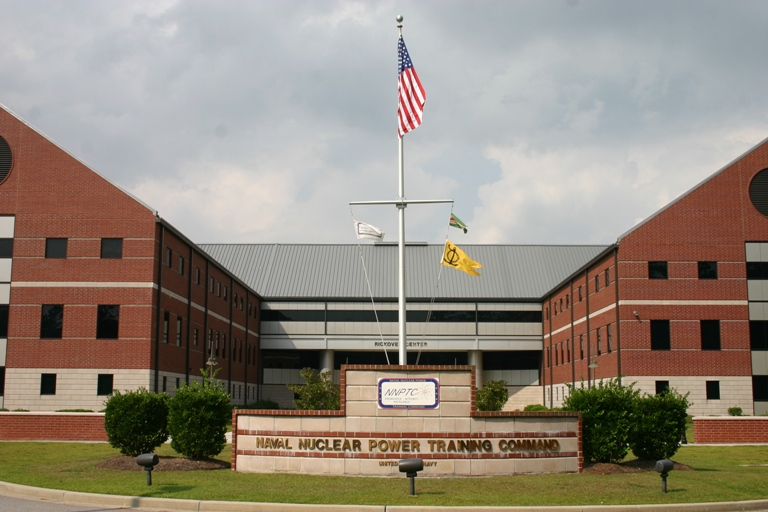
海軍原子炉訓練コマンド原子力訓練隊

繫留訓練艦（けいりゅうくんれんかん、英: Moored training ship (MTS)）とは、アメリカ海軍において、原子炉運転員のための訓練船に転換された原子力潜水艦。海軍原子力訓練コマンド隷下の原子力学校原子力訓練隊（Nuclear Power Training Unit: NPTU、サウスカロライナ州グースクリーク）のために、チャールストン海軍基地（サウスカロライナ州チャールストン）に繫留されている。
繫留訓練艦は退役した原子力潜水艦で、原子力潜水艦とその原子炉の運用と保守にあたる人員を訓練するために、用途転換されたものである。初の繫留訓練艦は、旧ジェームズ・マディソン級弾道ミサイル原子力潜水艦サム・レイバーン（USS Sam Rayburn, SSBN/MTS-635）で、1989年に転換されるにあたって、船体番号をSSBN-635からMTS-635に再指定された。さらに一年後にはラファイエット級弾道ミサイル原子力潜水艦ダニエル・ウェブスター（USS Daniel Webster, SSBN/MTS-626）が転換・再指定された。これら2隻の潜水艦は、チャールストン海軍工廠にて改修工事および繫留のために、推進軸が生む推進力を吸収させる装置を組み込まれたほか、弾道ミサイル区画を撤去し、かわって訓練生のための区画や新たな緊急安全装置を含むあらたな区画を追加された。
サム・レイバーンおよびダニエル・ウェブスターに搭載されたS5W原子炉はすでに旧式であるだけでなく、炉心命数が尽きつつあることから、海軍は、退役が進みつつあるロサンゼルス級（フライトⅠ）原子力潜水艦から、ラホーヤ（USS La Jolla, SSN-701）およびサンフランシスコ（USS San Francisco, SSN-711）を繫留訓練艦に追加する計画を立てた。これら2隻のうち、ラホーヤは2014年10月16日に退役した後、ノースカロライナ州のノーフォーク海軍工廠で艦体を3分割する改装作業を行い、2017年8月にチャールストン海軍基地で繫留訓練艦となった。サンフランシスコも2016年11月4日の退役後、やはりノーフォーク海軍工廠にて2ヶ年をかけて改造工事を受けたのちチャールストンへ移管され、2040年まで繫留訓練艦として、原潜乗員の訓練にあたる。
ラホーヤとサンフランシスコが加わったことで、海軍はサム・レイバーンとダニエルウェブスターを退役させた。2021年、サム・レイバーンはノーフォーク海軍造船所に曳航され非活性化された。ダニエル・ウェブスターも引き続き非活性化される

## 繫留訓練艦
| 艦名                                          | 艦番号        | 造船所                                                   | 艦級                                 | 原子炉        | 起工             | 進水            | 就役            | 繋留訓練艦 への再分類 | 非活性化      |
| --------------------------------------------- | ------------- | -------------------------------------------------------- | ------------------------------------ | ------------- | ---------------- | --------------- | --------------- | --------------------- | ------------- |
| サム・レイバーン （USS Sam Rayburn）          | SSBN/ MTS-635 | ニューポート・ニューズ造船所（NNS）                      | ジェームズ・マディソン級原子力潜水艦 | S5W           | 1962年12月3日    | 1963年12月20日  | 1964年12月2日   | 1989年7月31日         | 2021年4月1日  |
| ダニエル・ウェブスター （USS Daniel Webster） | SSBN/ MTS-626 | ジェネラル・ダイナミクス・エレクトリック・ボート（GDEB） | ラファイエット級原子力潜水艦         | S5W           | 28 December 1961 | 27 April 1963   | 9 April 1964    | 30 August 1990        | December 2023 |
| ラホーヤ （USS La Jolla）                     | SSN/ MTS-701  | GDEB                                                     | ロサンゼルス級フライトⅠ              | S6G D1G-2炉心 | 16 October 1976  | 11 August 1979  | 24 October 1981 | 15 November 2019      | 現役          |
| サンフランシスコ （USS San Francisco）        | SSN/ MTS-711  | NNS                                                      | ロサンゼルス級フライトⅠ              | S6G D1G-2炉心 | 26 May 1977      | 27 October 1979 | 24 April 1981   | 16 August 2021        | 現役          |

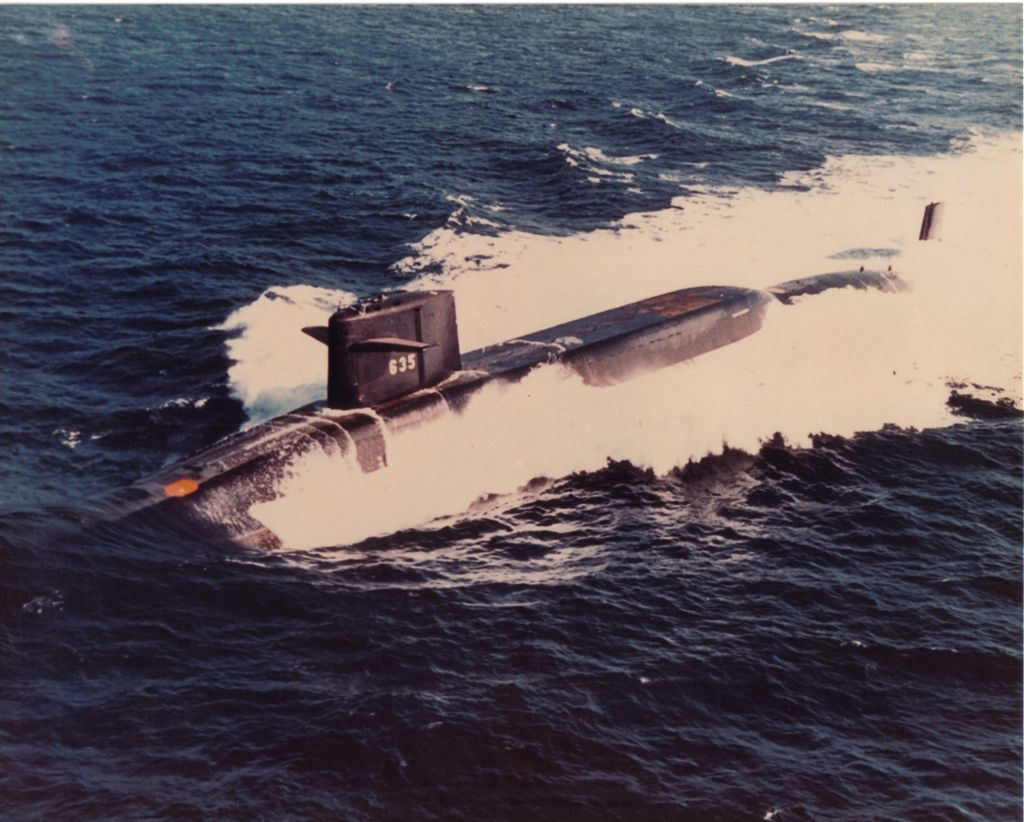
サム・レイバーン (SSBN-635)
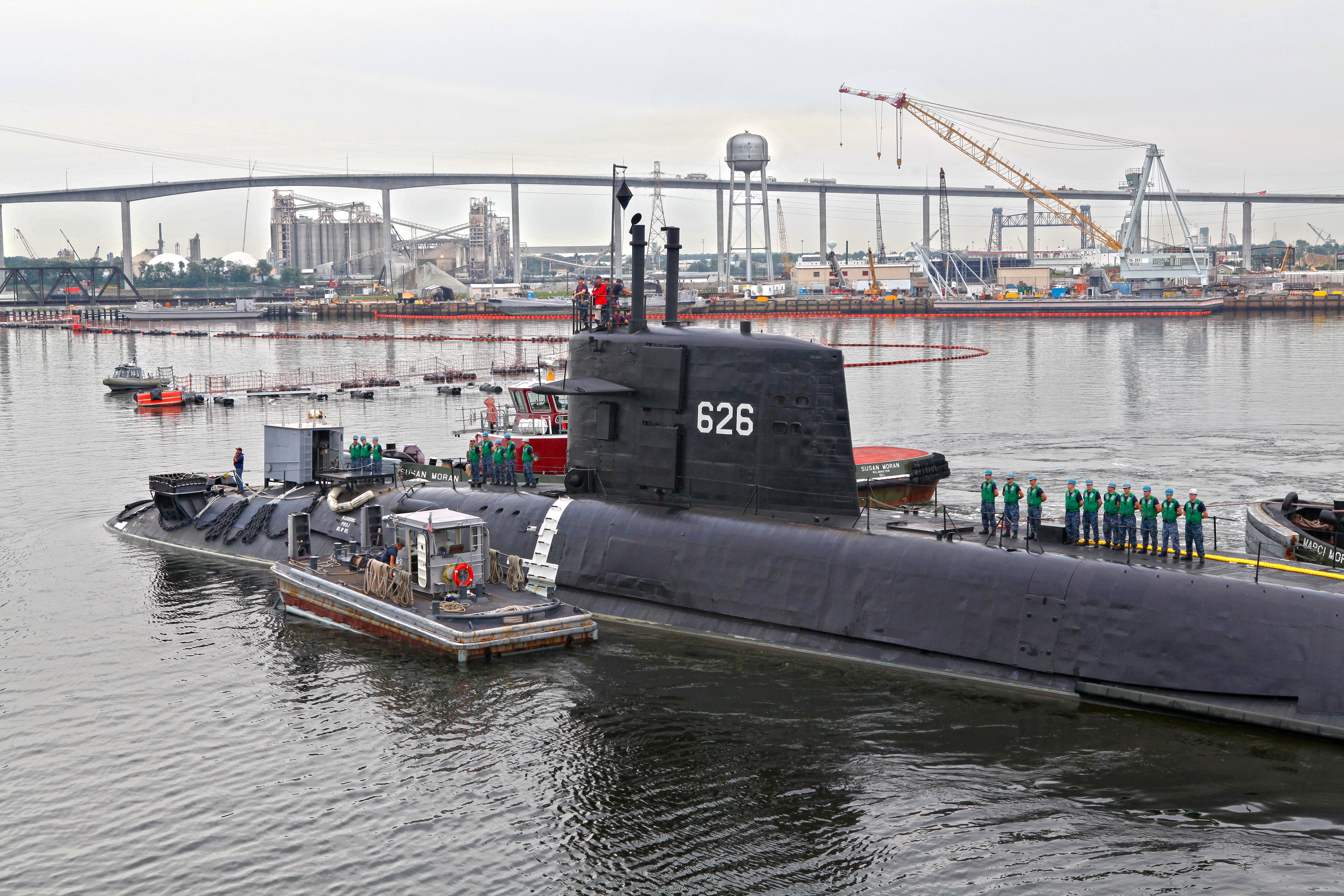
ノーフォーク海軍工廠に入渠中のダニエル・ウェブスター (SSBN/MTS-626)
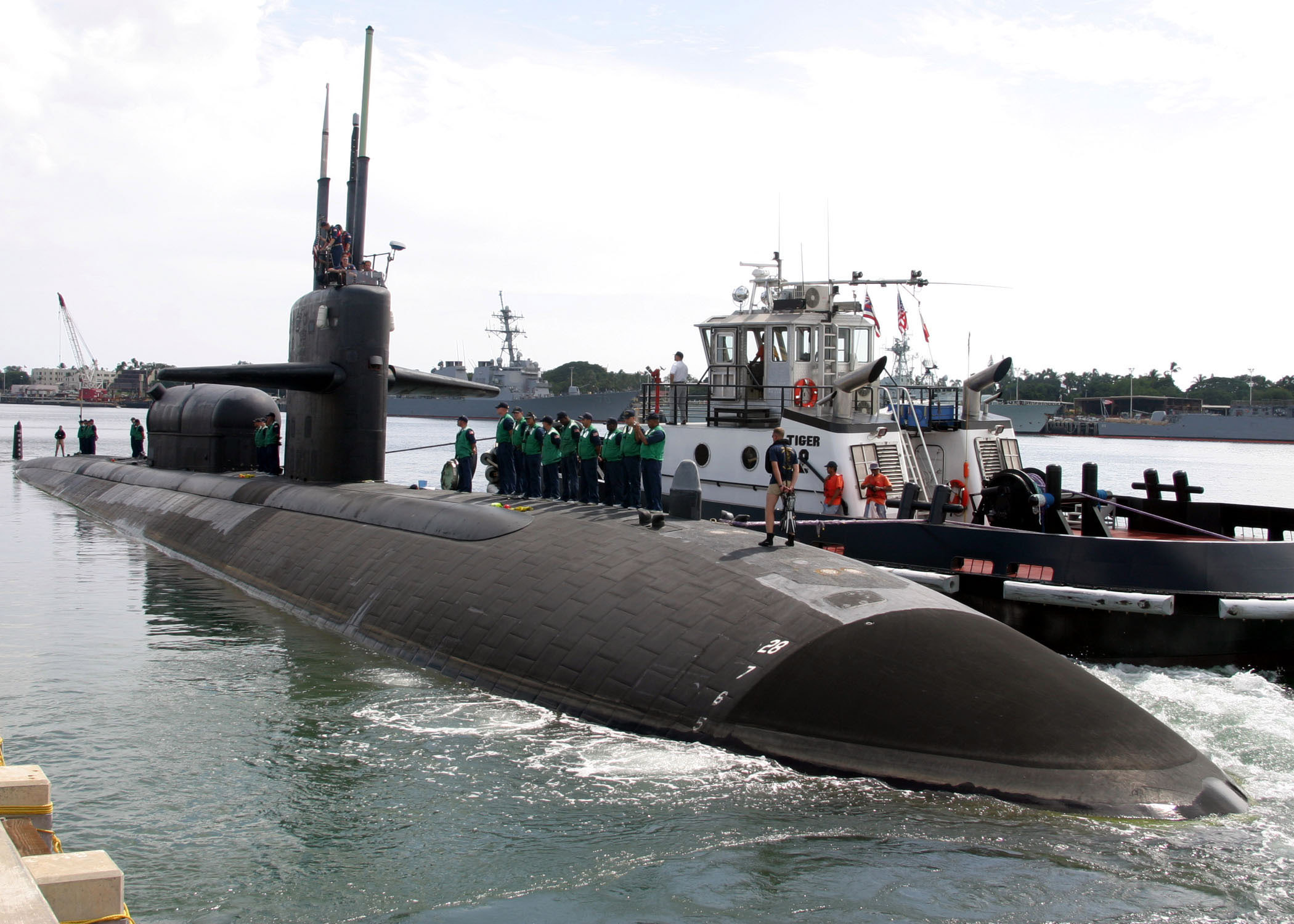
ラホーヤ (SSN-701)
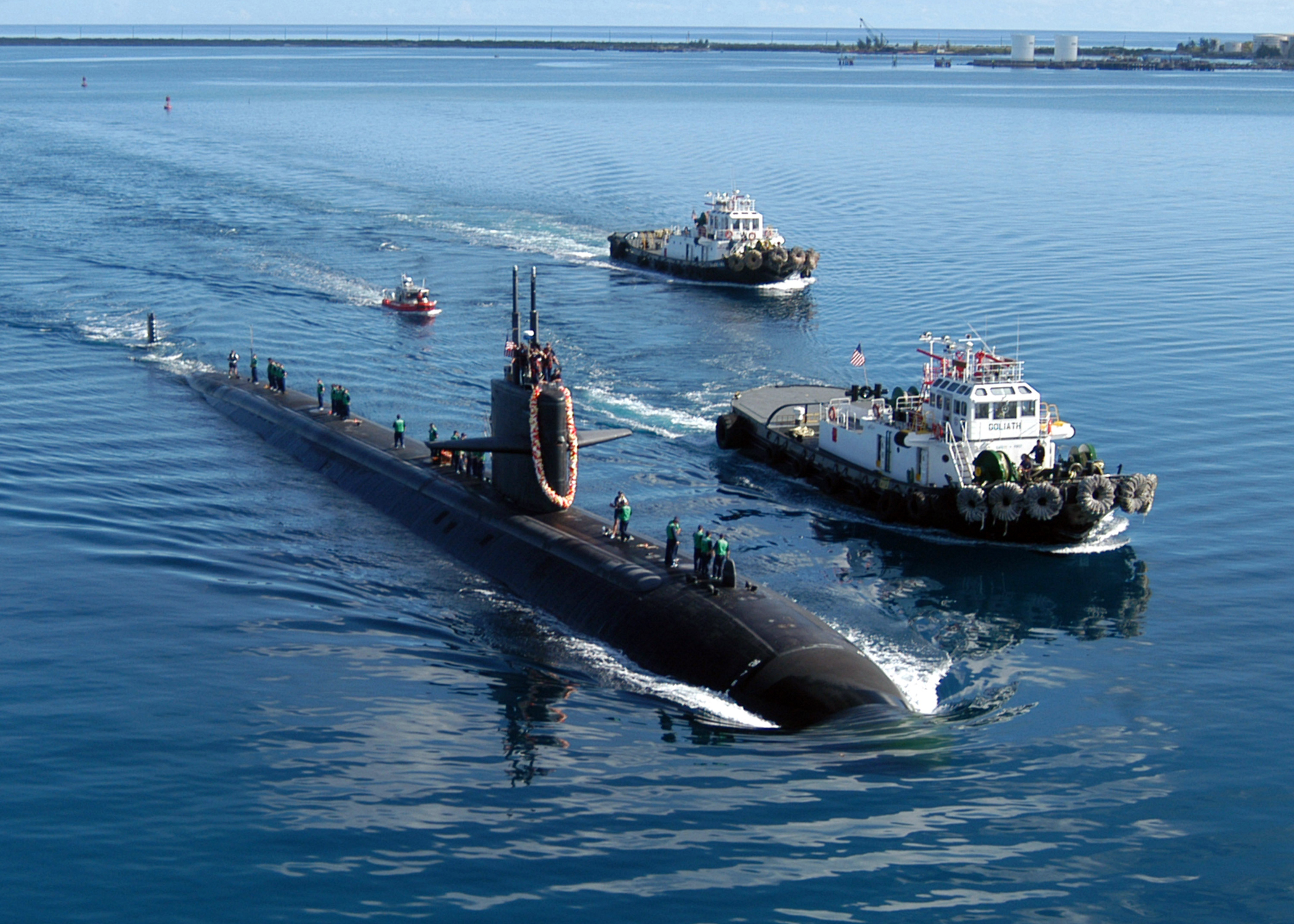
サンフランシスコ (SSN-711)